# Treibstoffberechnung
Die Treibstoffberechnung (englisch fuel calculation) ist die Berechnung der zu tankenden Treibstoffmenge eines Luftfahrzeuges und erfolgt durch den Piloten oder durch den Flugdienstberater.
Die für den Flug erforderliche Treibstoffmenge wird durch eine Flugplanungssoftware, z. B. Lufthansa Systems LIDO oder auch Jeppesen Jetplanner, berechnet und im Operational Flight Plan (OFP) mit den jeweiligen Einzelwerten aufgeführt.
Die relevanten Gewichts- und Kraftstoffdaten werden bei der Flugvorbereitung über die Multi Control Display Unit (MCDU) in den Flight Management Computer (FMC) eingeben. Dieser liest unter anderem auch die tatsächlich vorhandene Kraftstoffmenge des Luftfahrzeuges aus und gibt zusätzlich zur Treibstoffberechnung akkurate Daten über zu erwartende Restkraftstoffmengen während der Flugdurchführung.
Die Treibstoffberechnung gehört zum Fach Flugplanung (EASA Lernziel 033.03.00.00) für die Ausbildung von Berufspiloten und Flugdienstberatern (FDB).

## Rechtliche Grundlage
Mit dem Flight Planning and Fuel Management Manual (Doc 9976) stellt die ICAO ihren Mitgliedsstaaten eine Leitlinie für die nationale Gesetzgebung zur Verfügung.
In den meisten europäischen Staaten, die ihre Luftfahrzeuge nach EASA-Vorgaben betreiben, hat bei gewerbsmäßiger Beförderung die Berechnung der für einen Flug benötigten Kraftstoffmenge gem. EU VO 965 / 2012 Air Operations, Abschnitt CAT.OP.MPA.150 Fuel policy zu erfolgen.
Im Einzelnen gibt es drei mögliche Kalkulationsvarianten für einen Flugplan:
1. Basic Procedure – Standardverfahren.
2. Reduced Contingency Fuel (RCF) Procedure – Sonderverfahren, das auf eigenen Bedarf angewandt werden kann.
3. Predetermined Point (PDP) Procedure – Sonderverfahren, das zwingend aus der Bedingung eines Isolated Aerodrome erfolgen muss.

## Definitionen und Abkürzungen
Treibstoff wird in Masseneinheiten (kg oder lb) gemessen, da das Volumen bei Temperaturänderungen stark schwankt, zumal die Temperatur des Treibstoffs großen Schwankungen unterliegt (60 °C im Sommer am Flugsteig; −50 °C in Polnähe in FL 330).
- Taxi Fuel – die Treibstoffmenge für den Betrieb der Hilfsturbine (Auxillary Power Unit), das Anlassen der Triebwerke und das Rollen zur Startbahn.
- Trip Fuel – die Treibstoffmenge für den Start, den Steig-, Reise- und Sinkflug sowie für den Anflug und das Landen am Zielflughafen (Destination Aerodrome)
- Contingency Fuel – die Treibstoffmenge für unvorhergesehene Einflüsse während des Reisefluges. Die EASA definiert hierfür mehrere Bedingungen in Abhängigkeit für die Flugdauer und Überwachung durch den Flugzeugbetreiber (Operator).

Der höhere Wert zwischen Option A und Option B muss gewählt werden – innerhalb Option B darf aber der geringste Wert genommen werden, sofern er nicht kleiner als Option A (MINCONT) ist.
Option A: Das MINCONT. Das gesetzliche Minimum ist eine Kraftstoffmenge um fünf Minuten in 1500 Fuß über dem Zielflughafen (Destination Aerodrome) kreisen zu können. Erheblich für die Kalkulation ist das erwartete Landegewicht.
oder
Option B: 5 % des Tripfuel
3 % des Tripfuel mit Hinzunahme eines en-route alternate aerodromes.
20 Minuten Flugzeit, sofern der Flugzeugbetreiber ein sogenanntes Fuel Consumption Monitoring Programme aufweist und dieses Vorgehen genehmigen lässt.
Statistisch erfasste Methode, sofern der Flugzeugbetreiber ausreichende statistische Daten vorhält und dieses Vorgehen genehmigen lässt.
- Alternate Fuel – die eingeplante Treibstoffmenge, die für einen Weiterflug vom Destination Aerodrome zum Alternate Aerodrome benötigt wird.

- Final Reserve Fuel – das absolute Minimum an (ausfliegbarem) Reservekraftstoff. Dieser Reservekraftstoff entspricht der Kraftstoffmenge, die benötigt wird, um mit der voraussichtlichen Landemasse für eine Dauer von 30 Min/Jet, 45 Min/Prop eine Warteschleife in Form eines Racetrack Patterns in einer Höhe von 1500 Fuß über Grund des Ausweichflugplatzes zu fliegen.
- Additional Fuel – die Treibstoffmenge, welche zum Beispiel im Falle dessen aufgeführt wird, dass die Flugplanung ohne Ausweichflugplatz erfolgt, wobei 15 Minuten auf das Final Reserve Fuel aufgeschlagen werden müssen. Darüber hinaus wird das Additional Fuel auch dann notwendig, wenn Sonderverfahren in der Treibstoffplanung, wie das Predetermined Point (PDP) Procedure angewandt werden.
- Extra Fuel – die eingeplante Treibstoffmenge, welche für gesonderte Entscheidungen oder Anpassungen der Crew vorgesehen ist.
- Block Fuel – geplante (voraussichtliche) Treibstoffmenge – welche sich durch alle einzelnen Treibstoffmengen (Taxi, Trip, Contingency, Alternate, Final, Additional, Extra) zusammenstellt und gemeinsam die komplette Tankmenge bildet. Innerhalb der EASA wird diese Kraftstoffmenge auch als Ramp Fuel bezeichnet
- Take-Off Fuel – geplante Treibstoffmenge, welche vor dem Start, nach Verbrauch de Taxi Fuel, erreicht wird. Diese Kraftstoffmenge ist vor allem in Bezug auf das Maximum Take-Off Weight (MTOW) erheblich
- Tank Capacity – verfügbare Kraftstoffmenge, welche in den Tanks aufgrund der Bauart des Flugzeuges verfügbar ist
- Dry operating weight – Leergewicht mit Betriebsmitteln, nicht ausfliegbarem Treibstoff und Crew (ohne Ladung und ausfliegbarem Treibstoff)
- Payload – das Gewicht aller Passagiere (PAXe) einschließlich Gepäck und Handgepäck, Luftfracht (Cargo), Post (ohne Treibstoff und Leergewicht). Das Dry Operating Weight (DOW) und das Payload (PL) ergeben zusammen das Zero Fuel Weight (ZFW)
- Zero Fuel Weight – Gewicht mit Nutzlast und leeren Tanks (ohne ausfliegbaren Treibstoff)
- Take-Off Weight – geplantes Startgewicht am Departure Aerodrome
- Landing Weight – geplantes Landegewicht am Destination Aerodrome
- Gross Weight (GW) – Gesamtgewicht des Luftfahrzeuges inklusive aller Gewichte. DOW + PL + aktuelles Treibstoffgewicht
- Desired Cruise Speed – geplante Reisefluggeschwindigkeit. Der Flugdienstberater kann innerhalb der Flugvorbereitung mehrere Geschwindigkeiten für die Kalkulation heranziehen. Während moderne Flugplanungsprogramme üblicherweise eine ökonomische Geschwindigkeit für den Reiseflug als Standard auswählen (ECON, LRC), kann im Einzelfall davon abgewichen werden und die Geschwindigkeit von Hand angepasst werden. Unter anderem beim Durchflug des North Atlantic High Level Airspace (NAT HLA) muss die Geschwindigkeit in Mach berechnet werden. Darüber hinaus kann auch die konkret gewünschte Fluggeschwindigkeit in True Airspeed (TAS) angegeben werden. Alle Anpassungen beeinflussen den Treibstoffverbrauch.
- Entfernung – diese wird in der Luftfahrt in Nautical Miles (NM) und Nautical Air Miles (NAM) unterteilt. Während die Entfernung, gemessen über Grund (Nautical Miles), von Frankfurt nach Teneriffa immer die gleiche ist, kann sich diese in der Luft aufgrund des Windes und der entsprechenden Luftmassenbewegung deutlich unterscheiden (Nautical Air Miles). So legt ein Flugzeug, gegenüber der Luft, bei Gegenwind eine deutlich höhere Strecke zurück, während beim Rückflug das Gegenteil der Fall ist. Die Entfernung über Grund ändert sich in beiden Fällen jedoch nicht. Eine einfache Berechnungsgrundlage ist die folgende: Nautical Air Miles (NAM) / True Airspeed (TAS) = Nautical Miles (NM) / Ground Speed (GS).

## Treibstoffreserven
Die Flugstrecke, wie bereits weiter oben aufgeführt, wird vom Departure Aerodrome bis zum Destination Aerodrome, als Trip Fuel (TF) berechnet. Das bedeutet aber im Umkehrschluss, dass die Treibstofftanks nach der Landung leer wären. Aus diesem Grund haben die verschiedenen Luftfahrtbehörden, wie zum Beispiel die FAA oder auch die EASA verschiedene Reserveregeln eingeführt.
Der Reservetreibstoff wird unterteilt in:
- Contingency Fuel – wie bereits in den Definitionen erläutert.
- Alternate Fuel – für den Flug vom Destination Aerodrome zum Ausweichflugplatz
- Final Reserve Fuel – 30 Min – Reservetreibstoff für einen eventuellen Flug in der Warteschleife, wobei sich die Verbrauchswerte auf eine Flughöhe von 1500 ft über dem Ausweichflugplatz beziehen.
- Extra Fuel – zusätzliche Kraftstoffmenge, welche auf Grundlage der Entscheidung der Crew getankt wird.

## Vorgehen bei der Treibstoffberechnung
Die Treibstoffberechnung erfolgt von hinten (rückwärts) – mit der Landung (am Ausweichflughafen C) beginnend. Auf diese Weise wird erreicht, dass nur das unberücksichtigte Gewicht der aktuell berechneten Treibstoffteilmenge zu einem kleinen Rechenfehler führt. Früher verbrauchte Treibstoffteilmengen wiegen nichts mehr. Nur dafür anteilige Reserven bleiben unberücksichtigt. Später verbrauchte Treibstoffteilmengen wurden vorherberechnet und können als Gewicht berücksichtigt werden.

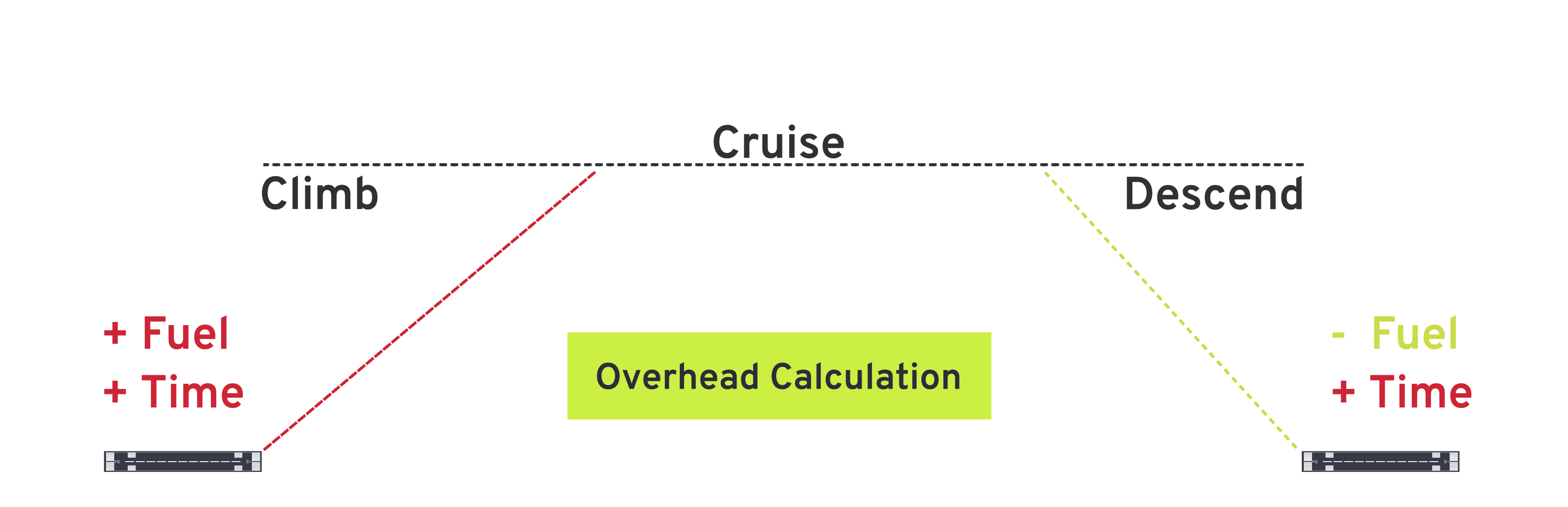
Overhead-Calculation

Zur Vereinfachung wird eine sogenannte Overhead-Calculation angeführt. Das bedeutet, dass die Flugstrecke vom Departure Aerodrome bis zum Destination Aerodrome in Reiseflughöhe durchgeführt wird und Zuschläge für den Steigflug, wie auch Abzüge für den Sinkflug, im Anschluss durchgeführt werden (siehe Bild).
Wenn das Flugzeug dann am Ausweichflughafen landet und auf der Landebahn zum Stehen kommt, ist im „Idealfall“ der Treibstofftank „fast“ leer. Im Tank ist nur mehr der Final Reserve Fuel (Jet: 30 Minuten, Prop: 45 Minuten).
Bei der Treibstoffberechnung wird davon ausgegangen, dass das Flugzeug vor der Landung am Ausweichflughafen noch einen Durchstarten fliegen muss und dann erst landen kann. (Übrigens kann man zum Spritsparen in der Warteschleife mit der Geschwindigkeit für den geringsten Treibstoffverbrauch fliegen.) Die Flughöhe in der Warteschleife wird mit 1500 Fuß über dem Ausweichflughafen angenommen. In dieser niedrigen Flughöhe ist der Treibstoffverbrauch bei Turbinenflugzeugen extrem hoch. Der Treibstoffverbrauch für das Final Reserve Fuel wird üblicherweise dem Airplane Flight Manual (AFM) oder dem Operations Manual (OM) Teil B der jeweiligen Fluggesellschaft entnommen. Im jeweiligen Abschnitt sind die Kraftstoffdaten, am Beispiel einer Boeing 737-800, dem Kapitel Performance Dispatch – Enroute – Holding Planning anhand einer Tabelle zu entnehmen.
Der nächste Berechnungsschritt geht wieder einen Schritt zurück. Es wird der Treibstoffbedarf für den Flug vom Destination Aerodrome zum Alternate Aerodrome ermittelt – das Alternate Fuel. Hierfür wird die Entfernung ermittelt (NAM) zwischen beiden Flughäfen ermittelt. Mit dieser Entfernungsangabe und dem Gesamtgewicht (in unserem Fall: Gross Weight = Zero Fuel Weight + Final Reserve Fuel) ermittelt man das zu erwartende Treibstoffmenge. Diese ist bei der Boeing 737-800 ebenfalls im Kapitel Enroute unter Short Trip Fuel and Time zu ermitteln.
Bis hier befinden wir uns mit der Treibstoffberechnung Overhead dem Zielflughafen B und das Flugzeuggewicht besteht aus dem Zero Fuel Weight, der Final Reserve und dem Alternate Fuel.
Als Nächstes wird der Treibstoffbedarf für den Reiseflug (in Reiseflughöhe inklusive Stepclimb) vom Departure Aerodrome zum Destination Aerodrome berechnet. Dazu ermittelt man die Distanz (entlang der geplanten Flugstrecke) zusammen mit den jeweiligen Windkomponenten. Anhand dieser Entfernung inklusive Windeinfluss (NAM). Anhand dieser Entfernung kann im Kapitel Enroute – Trip Fuel and Time Required der jeweilige Kraftstoffverbrauch und die Flugzeit anhand der Distanz und des erwarteten Landegewichtes ermittelt werden.
Anhand des zu erwartenden Trip Fuel kann wiederum das Contingency ermittelt werden. Während die Definitionen dafür bereits genau erläutert wurden, wird in diesem Fall entweder das MINCONT, 5% TF, 3% TF, 20 min oder eine statistisch erfasste Menge getankt.
Nach diesem Schritt gibt es zwei verschiedene Vorgehensweisen:
Protected
Innerhalb der Berechnung des protected Contingency Fuel, wird dieses erneut auf das Gross Weight (GW) und somit auch auf das zu erwartende Landing Weight (LW) aufgeschlagen und der Verbrauch für die Strecke erneut kalkuliert. Das sorgt dafür, dass der Mehrverbrauch auf der Strecke mitberechnet wird und das Contingency Fuel somit auf der gesamten Strecke komplett zur Verfügung steht
Unprotected
Hierbei wird das Contingency Fuel zwar getankt, aber der Mehrverbrauch durch das Mehrgewicht wird nicht in die Berechnung mit einbezogen.
Je nachdem ob das Contingency Fuel protected oder unprotected berechnet wird, ergibt sich mit allen einzelnen Kraftstoffwerten ein sogenanntes Take-Off Fuel (TOF). Das TOF ergibt zusammen mit dem ZFW das sogenannte Take Off Weight (TOW) Das ist die zu erwartende Kraftstoffmenge auf der Startbahn, auf welche im Anschluss noch das Taxi Fuel aufgeschlagen wird – zusammen ergibt dies schlussendlich das Block Fuel.
- Innerhalb der Betrachtung der Integrated Range (IR) werden in diesem Szenario anschließend Stepclimbs (Änderung der Flughöhe aufgrund des verringerten Gewichts nach Verbrauch des Kraftstoff) und die jeweiligen Änderungen für den Kraftstoffverbrauch betrachtet und das Trip Fuel angepasst.

### Zusammenfassung
GW über C + Alternate Fuel = GW über B;
GW über B + zweites TF + zweites Contingency = vorläufiges TOW;

#### DOW + Load = ZFW;
ZFW + Holding Fuel = GW über C;

## Sonderverfahren

### Reduced Contingency Fuel (RCF) Procedure

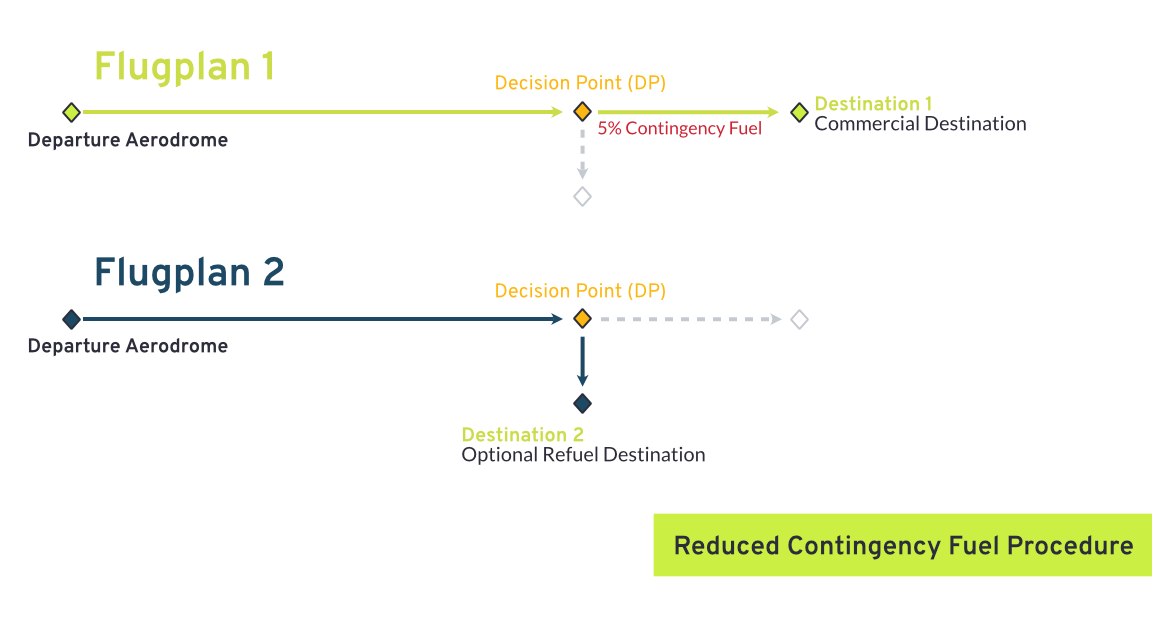
Reducedc Contingency Fuel (RCF) Procedure

#### Verfahrensbeschreibung
Das Reduced Contingency Fuel Procedure ist ein Sonderverfahren in der Flugvorbereitung.
Hierbei werden zwei verschiedene Flugpläne mit unterschiedlichen Rahmenbedingungen und Zielflughäfen gerechnet, welche beide über den Decision Point (DP) angeflogen werden.
Der Gesetzgeber definiert die Anforderung an den Flugplan, hier nur Auszugsweise, wie folgt:
- Flugplan 1 von Departure Aerodrome zu Commercial Destination

(1) The sum of:
(ii) trip fuel to the destination 1 aerodrome, via the decision point;
(iii) contingency fuel equal to not less than 5 % of the estimated fuel consumption from the decision point to the destination 1 aerodrome;
- Flugplan 2 von Departure Aerodrome zur Optional Refuel Destination

(1) The sum of:
(ii) trip fuel to the destination 2 aerodrome, via the decision point;
(iii) contingency fuel equal to not less than the amount calculated in accordance with (a)(3) above from departure aerodrome to the destination 2 aerodrome;

#### Besonderheiten
Beim aufgezeigten Verfahren wird in Flugplan 1 lediglich das Contingency Fuel vom Decision Point (DP) bis zur Commercial Destination berechnet.
In Flugplan 2 werden die üblichen Contingency Fuel Regeln für das gesamte Streckensegment, von Departure Aerodrome bis zur Optional Refuel Destination berechnet.
Beide Flugpläne werden miteinander verglichen und der jeweils größte Kraftstoffwert getankt.
Über dem Decision Point (DP) muss die Restkraftstoffmenge geprüft werden. Wenn diese nicht für den Weiterflug zur Commercial Destination ausreicht, muss die Optional Refuel Destination angeflogen werden.

#### Vor- und Nachteile
Das RCF-Verfahren ist ähnlich dem PDP-Verfahren und hat zwingenderweise einen Entscheidungspunkt, in diesem Fall, den Decision Point (DP).
Es bietet verschiedene Möglichkeiten um die Kraftstoffmenge zu beeinflussen:
- Verzicht auf den Destination 1  oder Destination 2 Alternate insofern die Trip Time zwischen DP und Destination unterhalb von 6 Stunden liegt und die Bedingungen von CAT.OP.MPA.180 (b) erfüllt sind.
- Anpassung des Decision Point (DP) um die Berechnung der 5%-Contingency zur Destination 1 zu reduzieren
- Nutzung eines nahen Destination 2 Aerodrome

Das RCF-Verfahren bietet Vorteile in Bezug auf die Reduzierung des tatsächlichen Abfluggewichtes, der möglichen Zuladung oder der verfügbaren Kraftstoffmenge. In welchen Fällen kann das Verfahren also sinnvoll angewandt werden?
- Überschreitung des max. Abfluggewicht (MTOM)
- Überschreitung der verfügbaren Kraftstoffkapazität (TCAP) des Flugzeuges
- Erhöhung des Payload insofern das Luftfahrzeug bereits am MTOM ist

In allen drei Fällen kann durch das angewandte Verfahren, je nach Luftfahrzeugmuster und Verbrauch, ein Puffer im Tonnen-Bereich aufgebaut werden.
Allerdings bietet das Verfahren nicht nur Vor-, sondern auch Nachteile. 
Während OFP 2 nur bis zur Optional Refuel Destination mit der jeweils angewandten – oftmals 3% oder 20 Minuten – Contingency-Regel berechnet ist, wird OFP 1 bis zur tatsächlich geplanten Commercial Destination ab dem Decision Point mit 5% kalkuliert. Im Rahmen dieser Planung nimmt man die Möglichkeit in Kauf, dass der Flug nicht wie geplant durchgeführt wird, sondern zugunsten von einer höheren Zuladung an einem anderen Flughafen zum Auftanken zwischenlanden muss.
Auf einer hypothetisch gedachten Route von Kuala Lumpur (WMKK) nach Frankfurt am Main (EDDF) mit einer Optional Refuel Destination in Prag (LKPR) kann der Flugplan theoretisch ohne einen Alternate Aerodrome in Frankfurt am Main geplant werden. Spätestens an dem Punkt wird klar, dass bei Ankunft an der Commercial Destination lediglich die Final Reserve von 30 Minuten übrig bleibt.
In diesem Fall ist eine klare Evaluierung der Wetterdaten sowie eine akkurate Überwachung der Flugdurchführung imminent wichtig.

### Predetermined Point (PDP) Procedure

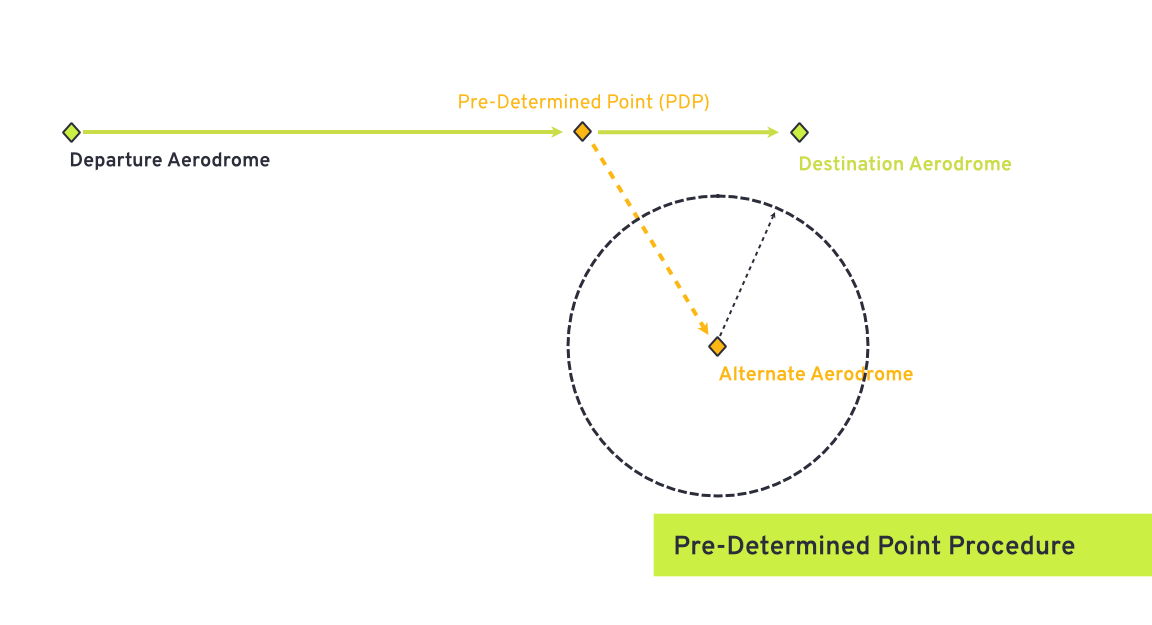
Predetermined Point (PDP) Procedure

#### Definition des Isolated Aerodromes
Das Pre-Determined Point Procedure ist ein weiteres Sonderverfahren in der Flugvorbereitung. Gegenüber dem RCF-Verfahren steht es dem Dispatcher nicht frei dieses auszuwählen. Vielmehr bestimmt die Lage des Ausweichflughafens die Nutzung: For the selection of alternate aerodromes and the fuel policy, the operator shall consider an aerodrome as an isolated aerodrome if the flying time to the nearest adequate destination alternate aerodrome is more than:
(a) for aeroplanes with reciprocating engines, 60 minutes; or
(b) for aeroplanes with turbine engines, 90 minutes.
Kurz gesagt bedeutet diese Vorgabe, dass ein Destination Aerodrome dann isoliert ist, wenn die Flugzeit zum nächsten adäquaten Ausweichflughafen größer als 90 Minuten für turbinengetriebene Luftfahrzeuge ist.
Aus dieser Bedingung entsteht die Verpflichtung für das PDP-Verfahren. Darüber hinaus obliegt die Nutzung eines Isolated Aerodrome nicht dem Operator, sondern ist durch die zuständige Luftfahrtbehörde genehmigungspflichtig.
The use of an isolated aerodrome exposes the aircraft and passengers to a greater risk than to operations where a destination alternate aerodrome is available. Whether an aerodrome is classified as an isolated aerodrome or not often depends on which aircraft are used for operating the aerodrome. The competent authority should therefore assess whether all possible means are applied to mitigate the greater risk.
(a) Using an isolated aerodrome as destination aerodrome with aeroplanes requires the  prior approval by the competent authority.

#### Verfahrensbeschreibung
Im Rahmen des PDP-Verfahren werden ebenfalls zwei Flugpläne berechnet. Wesentlicher Unterschied ist aber, dass in beiden Plänen weder ein Alternate Fuel noch Final Reserve Fuel ausgewiesen wird, sondern stattdessen beide Größen durch das Additional Fuel ersetzt werden.  Der Auszug, hier nur teilweise, aus dem Gesetzestext definiert:
(1) The sum of:
(ii) trip fuel from the departure aerodrome to the destination aerodrome, via the predetermined point;
(iii) contingency fuel calculated in accordance with (a)(3);
(iv) additional fuel if required, but not less than: (B) for aeroplanes with turbine engines, fuel to fly for 2 hours at normal cruise consumption above the destination aerodrome, this should not be less than final reserve fuel; and
(2) The sum of:
(ii) trip fuel from the departure aerodrome to the destination alternate aerodrome, via the predetermined point;
(iii) contingency fuel calculated in accordance with (a)(3);
(iv) additional fuel if required, but not less than:
(A) for aeroplanes with reciprocating engines: fuel to fly for 45 minutes; or
(B) for aeroplanes with turbine engines: fuel to fly for 30 minutes at holding speed at 1 500 ft (450 m) above the destination alternate aerodrome elevation in standard conditions, this should not be less than final reserve fuel;
In diesem Zusammenhang wird analog zum RCF-Verfahren die größere Menge der beiden Flugpläne getankt. Am Predetermined Point muss die Crew evaluieren, ob die restliche verfügbare Kraftstoffmenge ausreicht, um über dem Zielflughafen noch 2 Stunden in Reiseflughöhe kreisen zu können. Ist dem nicht der Fall, muss der Ausweichflughafen angeflogen werden.

## Bedeutende Zwischenfälle
- LaMia-Flug 2933, ungültiger Flugplan, der auf einer fahrlässigen Treibstoffberechnung beruhte
- Hapag-Lloyd-Flug 3378, zusätzlicher Treibstoffbedarf durch ausgefahrenes Fahrwerk wurde nicht berücksichtigt, Notlandung in Wien
- „Gimli Glider“, fehlerhafte Umrechnung von Treibstoff-Maßen